# Gerco Schröder
Gerco Schröder (Tubbergen, 28 luglio 1978) è un cavaliere olandese.

## Palmarès

### Olimpiadi
- 2 medaglie:
  - 2 argenti (Londra 2012 nel salto individuale; Londra 2012 nel salto a squadre)

### Mondiali
- 1 medaglia:
  - 1 oro (Aachen 2006 nel salto a squadre)

### Europei
- 3 medaglie:
  - 2 ori (Mannheim 2007 nel salto a squadre; Aachen 2015 nel salto a squadre)
  - 1 bronzo (San Patrignano 2005 nel salto a squadre)